# Collégiale Saint-Pierre de Neuf-Marché
La collégiale Saint-Pierre à Neuf-Marché est aujourd’hui l’église paroissiale de la commune.
L'église fait l’objet d’un classement au titre des monuments historiques depuis le 4 octobre 2004.

## Histoire

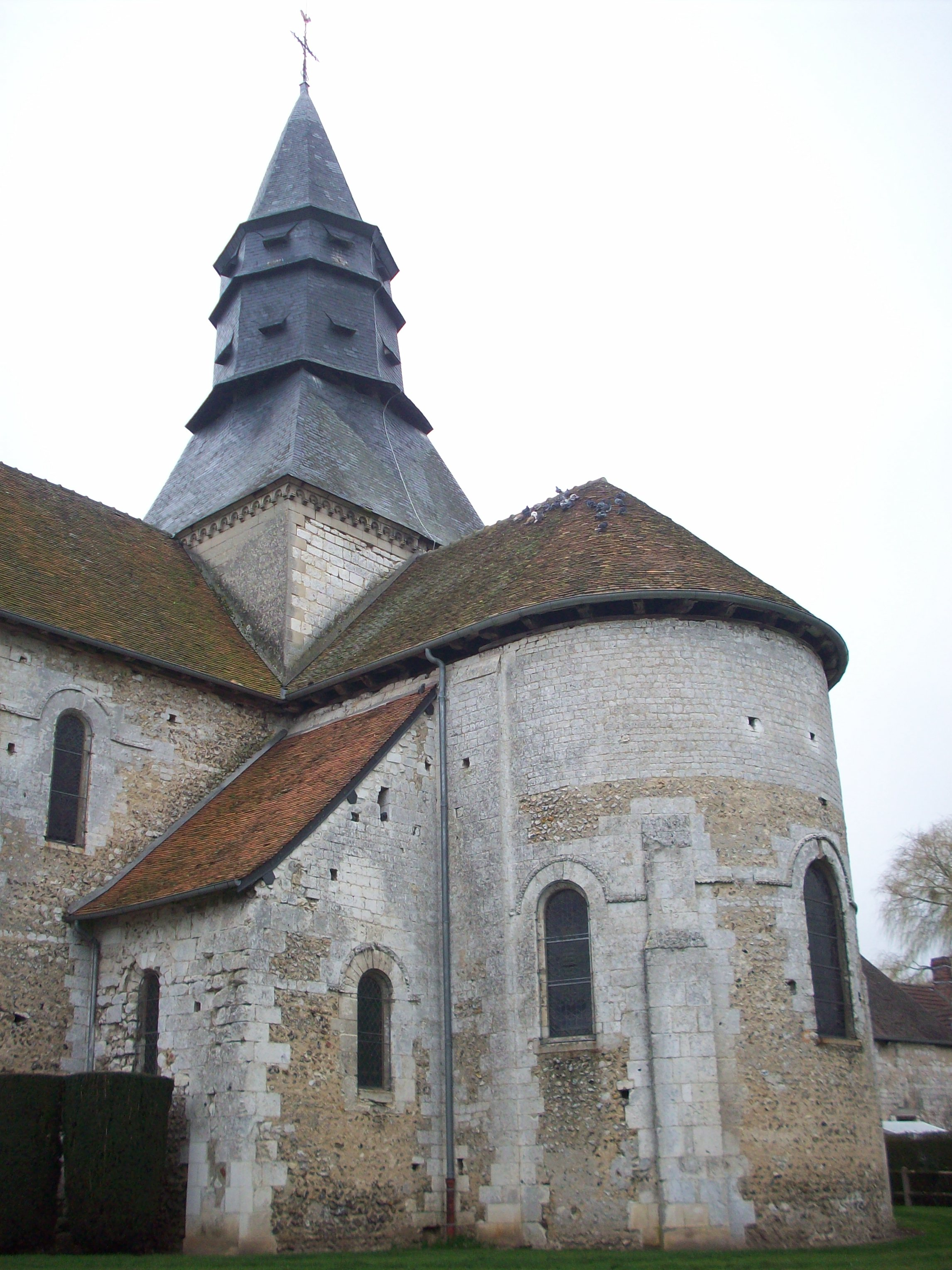
Le chevet.

Hugues de Grandmesnil décide en 1088 de remplacer les chanoines par des moines bénédictins.
À la fin du XIe siècle, quatre moines se trouvent dans le prieuré. En 1128, Guillaume de Roumare, seigneur de Neuf-Marché, élève de quatre à onze le nombre de moines. Il décide la reconstruction de la collégiale par l'architecte du château de Neuf-Marché. En attendant la construction du chœur et du transept, la collégiale est conservée. Finalement, l'ancienne collégiale dont il ne reste que la nef est conservée. Les deux édifices sont alors réunis par deux passages de chaque côté du chœur.
La collégiale sera le lieu de deux évènements importants: le mariage le 31 août 1158 entre Marguerite de France, fille du roi de France Louis VII, et Henri le Jeune, fils du roi d'Angleterre Henri II Plantagenêt; et en juillet 1160, elle accueille le concile des évêques d'Angleterre et de Normandie validant l'élection du pape Alexandre III et annulant l'élection de l'anti-pape Victor IV.
De nombreuses visites du prieuré ont lieu par l'archevêque de Rouen Eudes Rigaud. Il décide en 1268 la séparation pour le culte des moines et des paroissiens.
Elle devient à la Révolution l'église paroissiale. L'église est dévastée et la proie des flammes. En 1871, les murs sud et ouest sont consolidés. Pendant la Seconde Guerre mondiale, l'église est la proie de bombardements. La toiture et les voûtes s'effondrent, les murs sont lézardés, les vitraux éclatent… La toiture est refaite mais il faut attendre l'arrivée de l'abbé Lucien Bodin en 1951 pour que les travaux se poursuivent. Pendant dix ans, il travaillera à la restauration de l'église sans participation financière ou matérielle de la commune.
En 1963, pour marquer l'achèvement des travaux, il est fait appel à l'artiste caennais Jacques Pasquier pour la réalisation de fresques représentant les vertus théologales, les mystères du Rosaire et des scènes de la vie de Saint-Pierre.

### Sources
- Collégiale Saint-Pierre de Neuf-Marché Xe XIIe, 6 p.